# Mrsklesy (Třebenice)
Mrsklesy jsou malá vesnice, část města Třebenice v okrese Litoměřice. Nachází se asi 5,5 km na severozápad od Třebenic, v široké kotlině potoka Modly, při jihovýchodním úpatí Lipské hory. V roce 2009 zde bylo evidováno 37 adres. V roce 2011 zde trvale žilo 32 obyvatel.
Mrsklesy je také název katastrálního území o rozloze 3,24 km². V katastrálním území Mrsklesy leží i Lipá.

## Historie
První písemná zmínka o vesnici pochází z roku 1251. Objevuje se v přídomku Petra z Mrskles, který svědčil na listině, v níž Smil z Lichtenburka odkázal část Lovosic za 900 hřiven stříbra klášteru Altzella. Podle mapy stabilního katastru z roku 1873 má vesnice řadovou dispozici, na níž navazuje náves v západní části sídla. Je možné, že propojení dvou typů vesnice vzniklo přeměnou staršího sídla, nebo jako důsledek rozdělení vesnice mezi více vlastníků, k čemuž došlo v patnáctém století.

## Obyvatelstvo
|                                                                    | 1869 | 1880 | 1890 | 1900 | 1910 | 1921 | 1930 | 1950 | 1961 | 1970 | 1980 | 1991 | 2001 | 2011 |
| ------------------------------------------------------------------ | ---- | ---- | ---- | ---- | ---- | ---- | ---- | ---- | ---- | ---- | ---- | ---- | ---- | ---- |
| Obyvatelé                                                          | 219  | 178  | 170  | 170  | 167  | 158  | 160  | 83   | 88   | 63   | 46   | 38   | 33   | 32   |
| Domy                                                               | 45   | 45   | 46   | 40   | 43   | 42   | 42   | 28   | .    | 22   | 17   | 24   | 32   | 33   |
| Počet domů z roku 1961 je zahrnut v domech místní části Medvědice. |      |      |      |      |      |      |      |      |      |      |      |      |      |      |

## Pamětihodnosti
- Špýchar usedlosti čp. 21
- Socha svatého Jana Nepomuckého